# Hogna permunda
Hogna permunda este o specie de păianjeni din genul Hogna, familia Lycosidae. A fost descrisă pentru prima dată de Chamberlin, 1904. Conform Catalogue of Life specia Hogna permunda nu are subspecii cunoscute.